# Brac francès
El Brac francès o dels Pirineus és una raça de gos originària de França. Es va desenvolupar a la regió pirinenca de França propera a la frontera amb Espanya. És rar fora de la seva regió d'origen.

## Aparença
És de grandària mitjana, de cos musculós i bastant lleuger. La longitud del musell és lleugerament més curta que la del seu crani, sent aquest gairebé pla o lleument arrodonit. El nas és de color marró i està enganxat als seus llavis, ulls de color castany fosc o marró groc. La cua es deixa al natural, ja sigui curta o llarga. El pelatge és curt i fi amb el color blanc amb taques marrons (el negre no està admès). El seu pes va des de 37 a 55 lliures i les seves mesures des de 18,5 a 23 des de les espatlles.

## Temperament
Són excel·lents companys dels nens i dels altres gossos. Usen el seu nas per olorar alt a l'aire i així recollir fins a les més petites partícules d'olor. També s'adapta a qualsevol clima.

## Esperança de vida
En general la seva vida s'estén fins als 12 a 14 anys, de vegades més.